# Österreichische Kaiserkrone

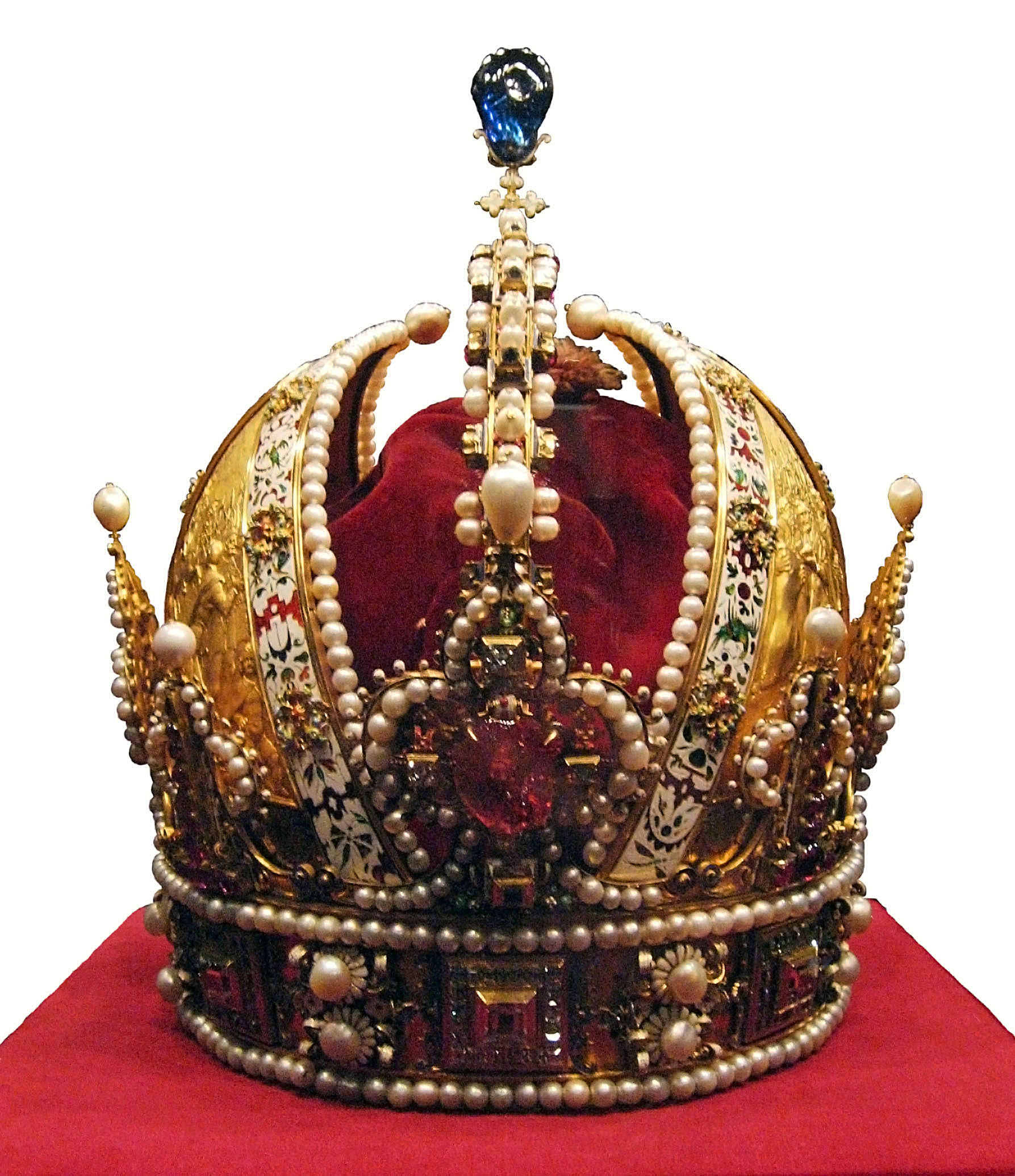
Die österreichische Kaiserkrone

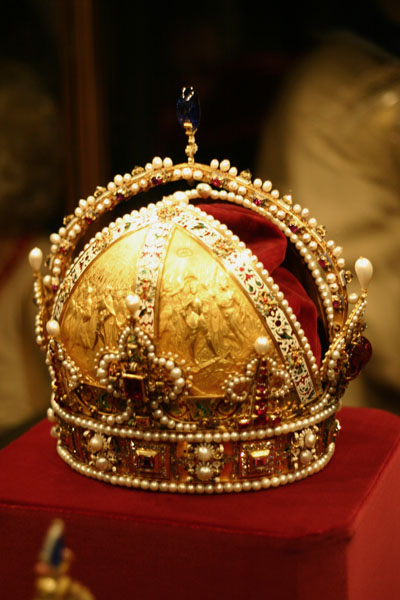
Seitenansicht der Kaiserkrone

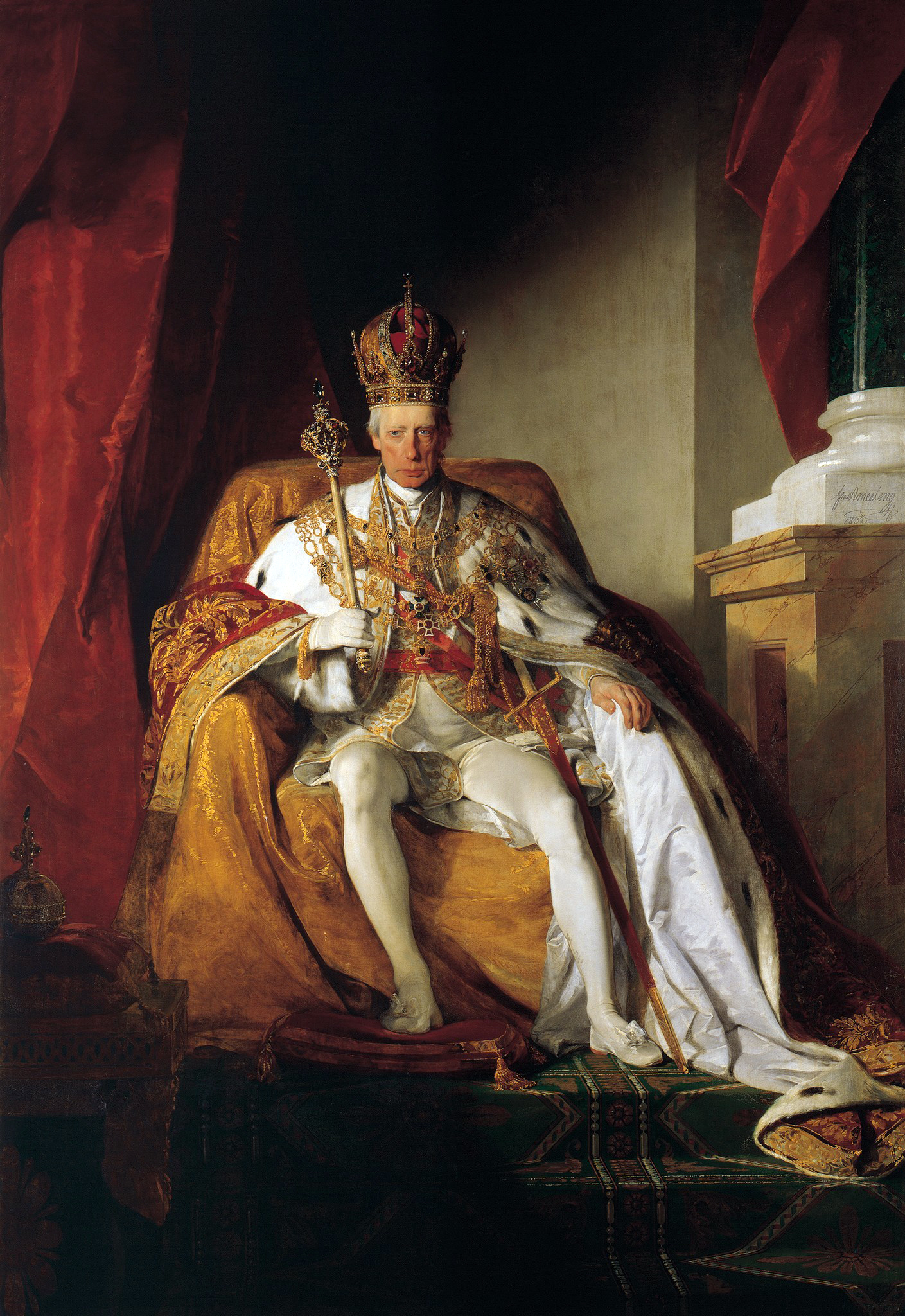
Kaiser Franz I. im Krönungsornat, Gemälde von Friedrich von Amerling

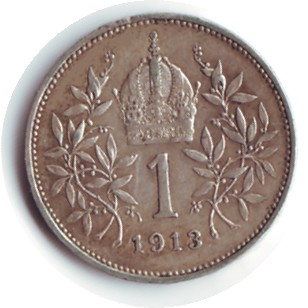
Die Kaiserkrone auf dem Einkronenstück

Als österreichische Kaiserkrone wurde bei Ausrufung des Kaisertums Österreich 1804 die sogenannte Rudolfskrone bestimmt. Diese war ursprünglich als Privat- bzw. Hauskrone Kaiser Rudolfs II. geschaffen worden, erhielt aber im Kaisertum Österreich offiziellen Status und ersetzte dort ab 1806 die obsolet gewordene Reichskrone des untergegangenen Heiligen Römischen Reiches als höchste Insigne. Die Rudolfskrone blieb auch nach dem Österreichisch-Ungarischen Ausgleich (1867) bis 1918 die offizielle Kaiserkrone des Kaisers von Österreich – dann nur mehr für den cisleithanischen Reichsteil. Die Krone zählt zu den Insignien des Kaisertums Österreich.
Da die Reichskleinodien des Heiligen Römischen Reiches, insbesondere die Reichskrone, seit 1424 von der Stadt Nürnberg verwahrt und nur zum Anlass einer Krönung herausgegeben wurden, ließen sich einige Herrscher Privatkronen anfertigen, unter denen sie bei offiziellen Anlässen (etwa bei Reichstagen) erschienen. Die älteste Abbildung einer solchen Privatkrone ist ein Kupferstich Kaiser Maximilians I. von Albrecht Dürer; man nimmt an, dass diese Abbildung das Aussehen der Rudolfskrone beeinflusst hat.
Die Krone Rudolfs II. entstand 1602 in Prag und stammt von Jan Vermeyen, einem der bedeutendsten Goldschmiede seiner Zeit, der dafür aus Antwerpen gerufen wurde. Sie besteht aus drei Teilen: einem Kronreif, einem Kronbügel und einer Mitra. Sie folgt damit dem Typ der Mitrenkronen, die an Bischofsmützen erinnern.
Zu einer tatsächlichen Krönung wurde sie nie verwendet.

## Kronreif
Der Kronreif bildet von seiner Form her für sich genommen schon eine Krone – die Mitra und der Bügel sind sozusagen hineingestülpt. Er symbolisiert somit die Königswürde. Aus ihm ragen acht Lilien hervor, die wohl von der böhmischen Wenzelskrone inspiriert sind; auch mit den Lilien der Valois (mit denen die Habsburger über das Haus Burgund verwandt sind) werden sie gelegentlich in Zusammenhang gebracht.
Die 8 ist von der Reichskrone übernommen, deren Reif aus 8 Platten besteht. Der Kronreif trägt 8 Diamanten, die Christus, den der Kaiser auf Erden vertritt, symbolisieren. Die 8 steht als verdoppelte 4 (sie ist die Zahl der materiellen, geschaffenen Welt – vergleiche 4 Himmelsrichtungen, 4 Jahreszeiten, und so weiter) für das Vollkommene. Diamanten wurden deshalb gewählt, weil das altgriechische Wort adámas, von dem sich der Begriff Diamant ableitet, der „Unbezwingliche“ bedeutet.
Im Reif sind rote Spinelle, Zirkone und einfache Perlen eingearbeitet, die Zirkone teilweise im Tafelschliff (so dass sie vorne abgeflacht sind). Das Schleifen von Edelsteinen war damals eine relativ neue Technik.
Der Rubin über der Stirn wurde wahrscheinlich auf Anordnung Rudolfs II. verwendet, um damit auszudrücken, dass der Träger der Krone vom Feuer des Heiligen Geistes und damit mit Weisheit erfüllt ist, dies auch deshalb, da die rote Farbe in der Kirche mit Pfingsten (Herabsteigen des Heiligen Geistes) assoziiert wird. Auch in den kleinen Lilien des Kronreifes findet sich die rote Farbe. Dort sind die roten Steine wie Obelisken angeordnet, was abermals ein Weisheitssymbol darstellt.

## Mitra
Die Mitra symbolisiert das Gottesgnadentum und auch den geistlichen Rang des Kaisers, er wurde bei seiner Krönung auch symbolisch zum Diakon geweiht. Sie ist um 90° gedreht, die Flächen zeigen zur Seite, so dass der Bügel wie bei der Reichskrone von der Vorderseite ausgeht. Die Mitra ist aus Gold mit Streifen von Emailarbeiten am Rand, die Vögel und Pflanzen zeigen. Die Mitra ist in vier Teile geteilt, die die vier Würden Rudolfs II. zeigen: erstens der kniende Empfang der Reichskrone in Regensburg (Kaiser des Heiligen Römischen Reichs), zweitens der Ritt auf dem Krönungshügel in Pressburg (König von Ungarn), drittens die Krönungsprozession durch Prag (König von Böhmen) und viertens eine Allegorie auf den Sieg über die Türken, was Rudolf in Wirklichkeit nicht gelang.

## Bildergalerie der Mitra

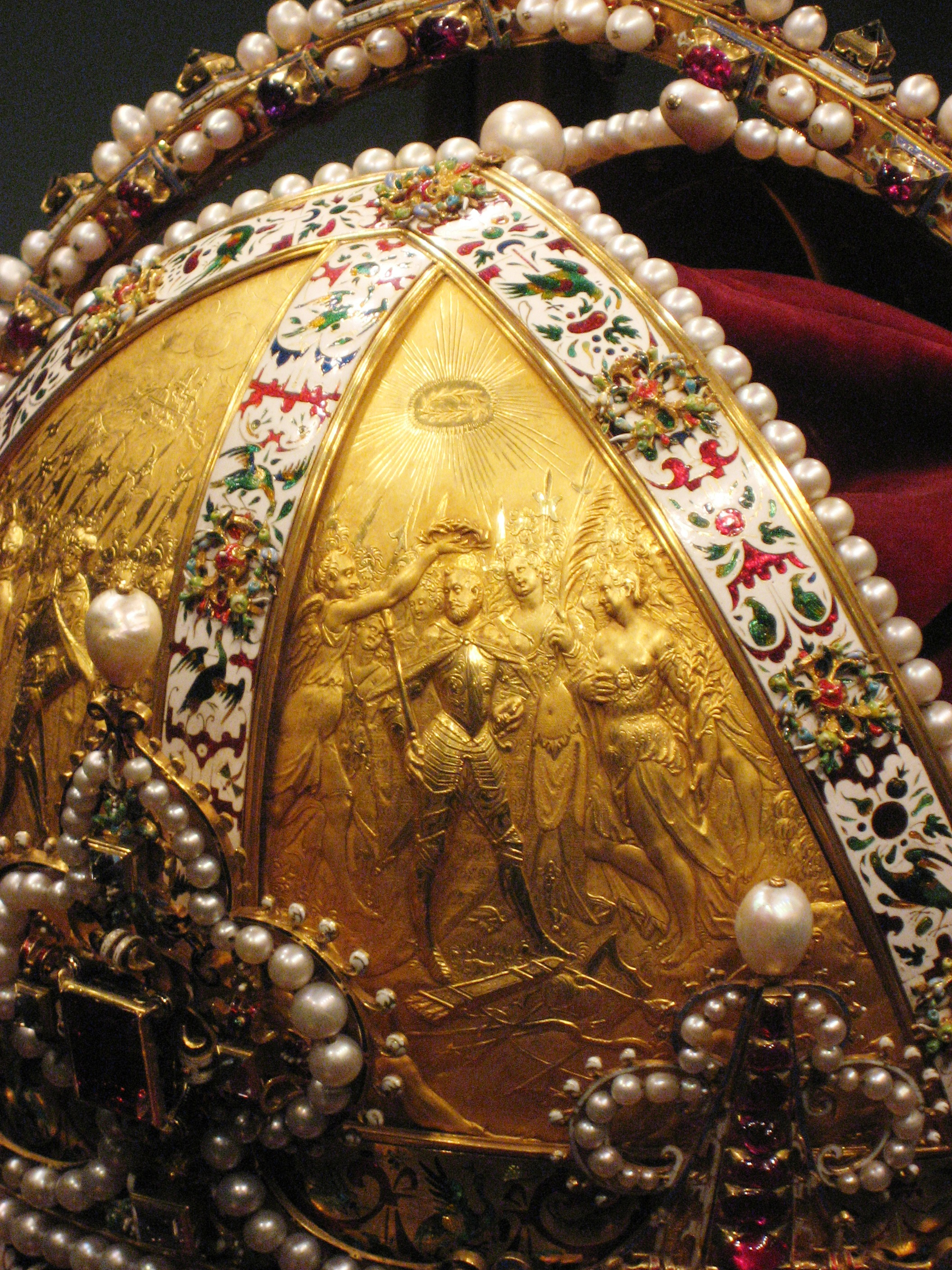
Rudolf II. als Sieger über die Türken (Imperator), vorne links der Krone
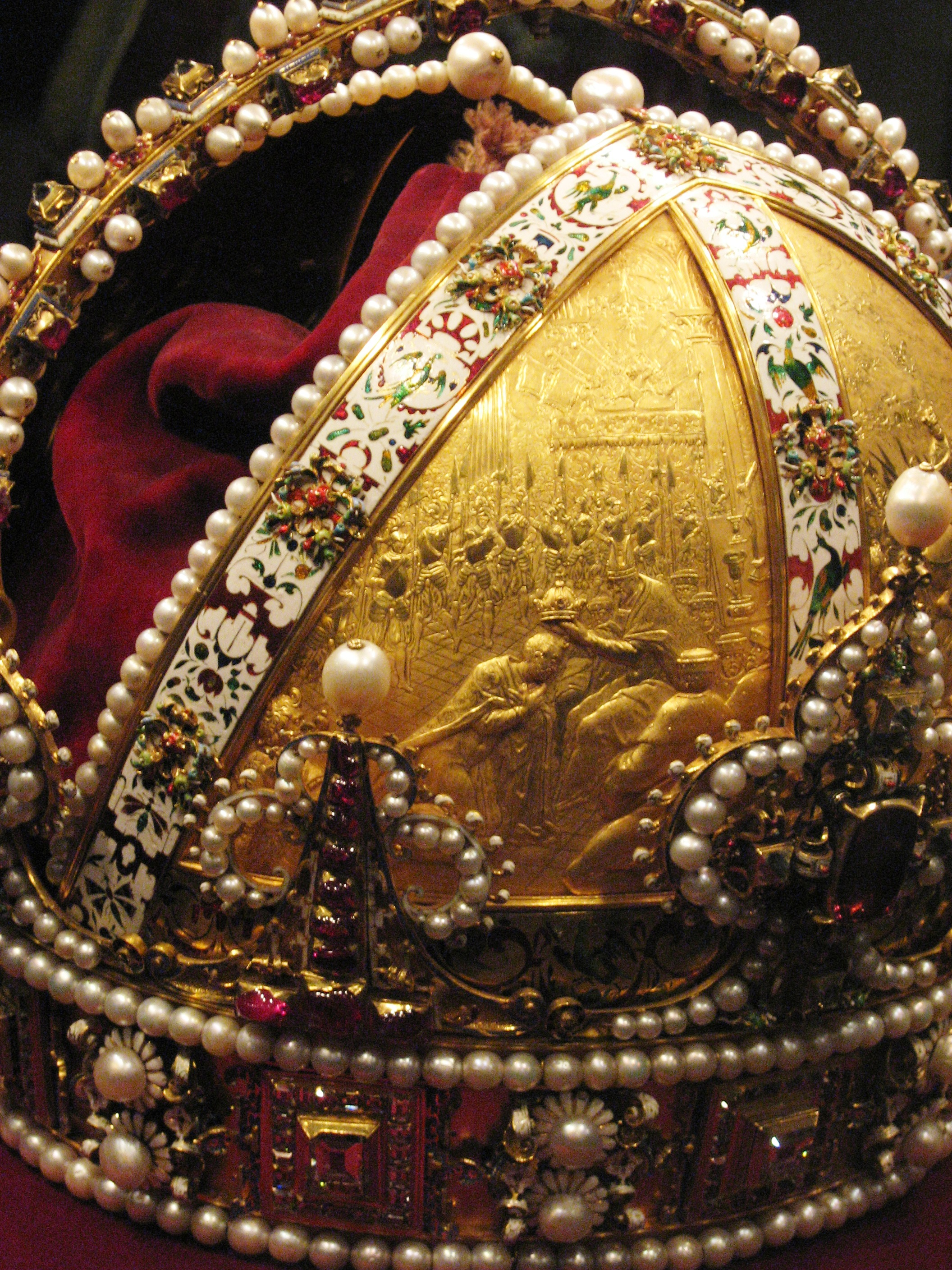
Krönung zum Römischen Kaiser (Augustus), vorne rechts
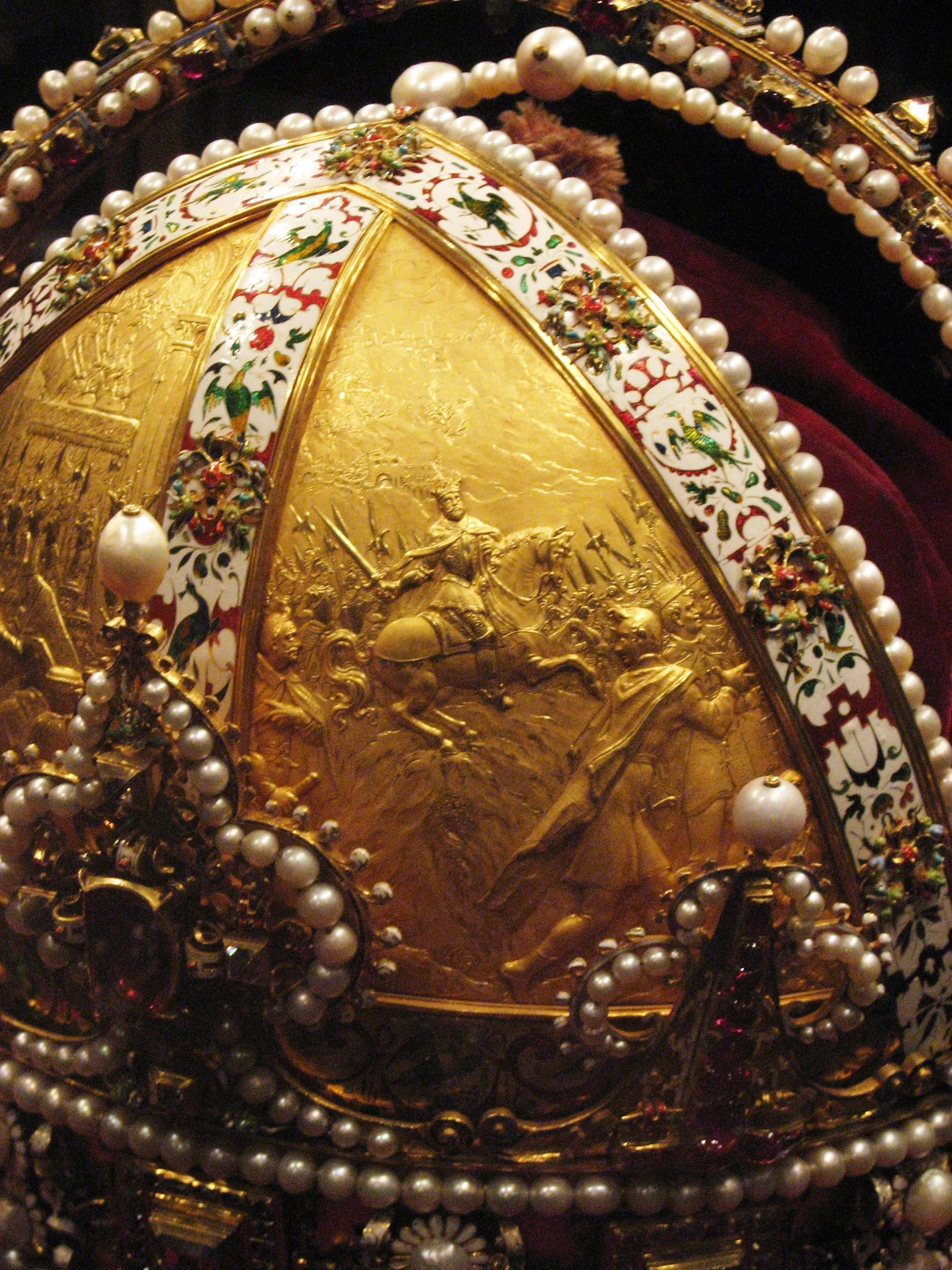
Ritt auf den Krönungshügel nach seiner Krönung zum König von Ungarn in Preßburg, hinten links
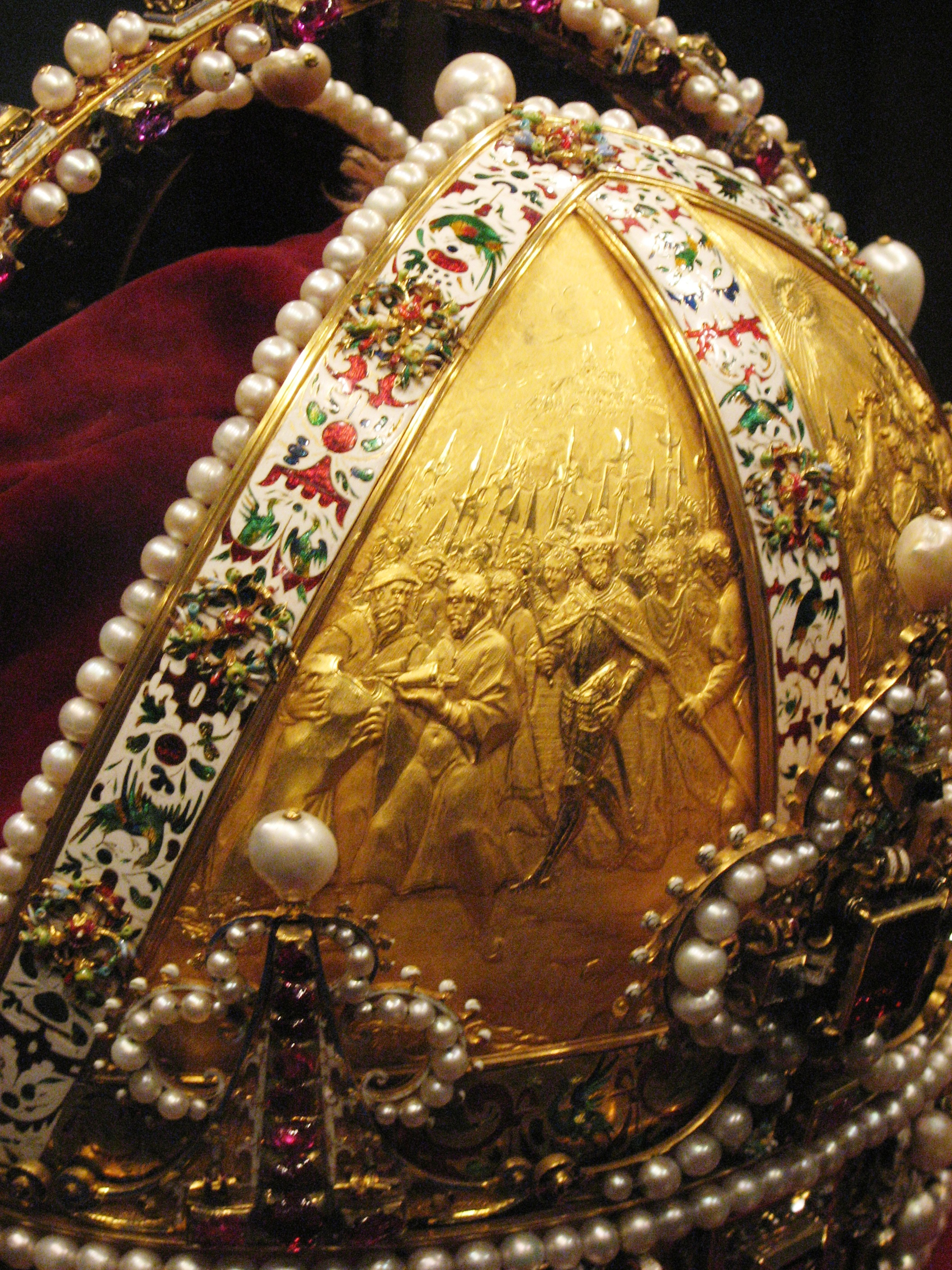
Krönungsprozession bei seiner Krönung zum König von Böhmen in Prag, hinten rechts

## Kronbügel
Der Kronbügel, der an die römisch-deutsche Kaiserkrone erinnert, trägt einen blauen Saphir, da nach der Offenbarung (21,19) die Grundsteine des himmlischen Jerusalem aus Saphiren bestehen werden. Kaiser Rudolf II., der sicher mit der alten Steinallegorese vertraut war, wollte wahrscheinlich durch die Position des Saphirs über dem Kreuz seinen gläubigen Untertanen mitteilen, dass die göttliche Herrlichkeit, also der Himmel, über den Weg des Kreuzes zu erreichen ist.

## Aufbewahrung
Die österreichische Kaiserkrone und andere Insignien des Kaisertums Österreich befinden sich heute in der Weltlichen Schatzkammer der Hofburg in Wien.

## Die Krone im Wappen
Die Rudolfskrone schwebt von 1804 bis 1867 über dem österreichischen Doppeladler, 1867 bis 1918 rechts über Österreich (Die im Reichsrat vertretenen Königreiche und Länder bzw. Cisleithanien, ab 1915 Österreichische Länder).

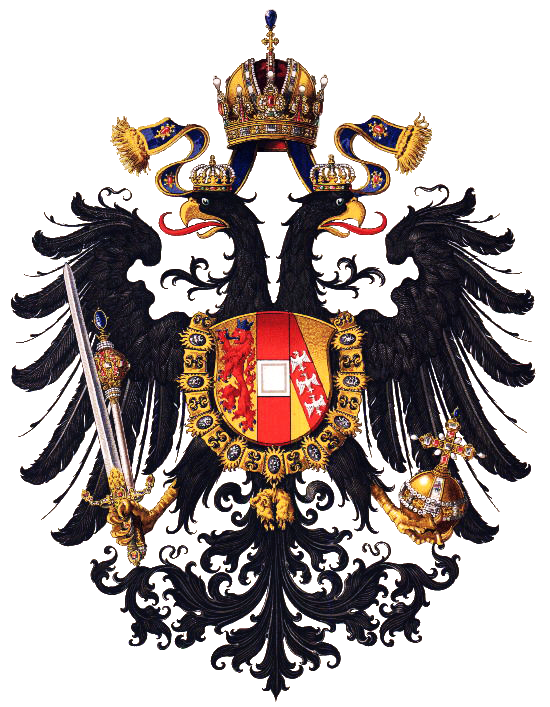
Kleines Wappen Kaisertum Österreich 1815 Der Doppeladler hält Reichsschwert und Szepter in den Fängen, im Brustschild Habsburg-Lothringen mit dem Orden vom Goldenen Vlies.
Mittleres gemeinsames Wappen Österreich-Ungarn Der österreichische Adler mit den wichtigsten Kronländern belegt
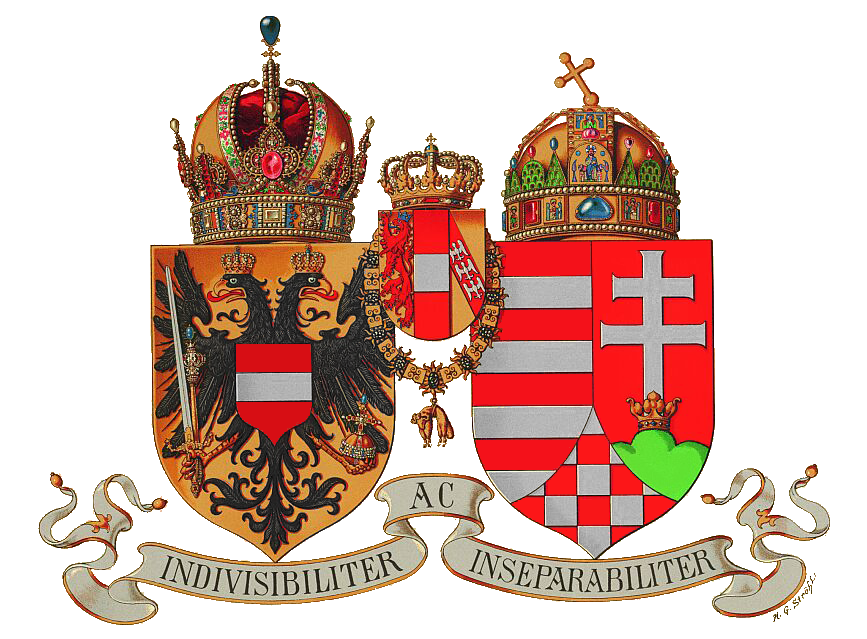
Kleines gemeinsames Wappen Österreich-Ungarn 1915 Österreich unter der Rudolfskrone, heraldisch links Transleithanien unter der Stephanskrone, mittig Habsburg-Lothringen unter der Habsburgerkrone.
Kleines Wappen Österreichische Länder 1915 Der Bindenschild für Österreich.
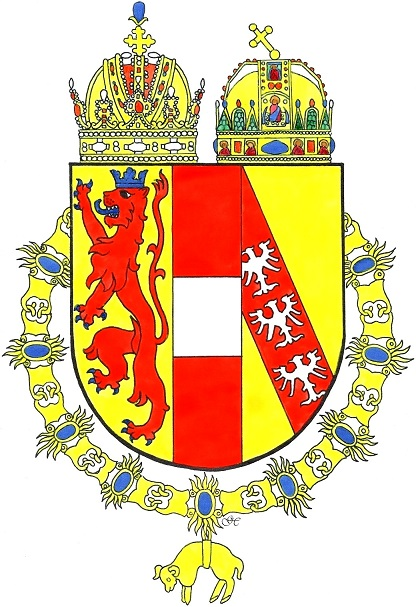
1916 neu geschaffenes persönliches Wappen Kaiser Franz Josephs. Es wurde vier Monate vor seinem Tod noch approbiert, aber nicht mehr eingeführt.

## Weitere Verwendungen
Das Recht, die Krone im Geschäftsverkehr zu führen, wurde vielen k.u.k Hoflieferanten erteilt; so verwendet die Königliche Brauerei Krušovice die Krone z. B. noch heute als Logo. Die kaiserlichen Fahrzeuge, also Hofequipagen und -Automobile (i. d. F. die nur vom Kaiser benutzten Leibwagen) sowie der k.u.k Hofzug (hier der kaiserliche Hofsalonwagen) trugen an Laternen und Türen die Kaiserkrone. Auch das kaiserliche Automobilkennzeichen bestand aus einer Nummerntafel mit der Kaiserkrone.
Eine habsburgische Kaiserkrone ziert das Wappen von Amsterdam, die ihr 1489 von Kaiser Maximilian I. als Dank an die Stadt verliehen wurde. Verschiedene Gebäude, wie der Turm der Westerkerk und die Laternen der Blauwbrug, sind ebenfalls mit der Krone geschmückt. Die Ähnlichkeit zur Rudolfskrone, die erst 100 Jahre später geschaffen wurde, ist wohl darauf zurückzuführen, dass sowohl das Wappen als auch die Rudolfskrone auf einer Privatkrone Maximilians basieren.

Wappen von Amsterdam mit der österreichischen Kaiserkrone
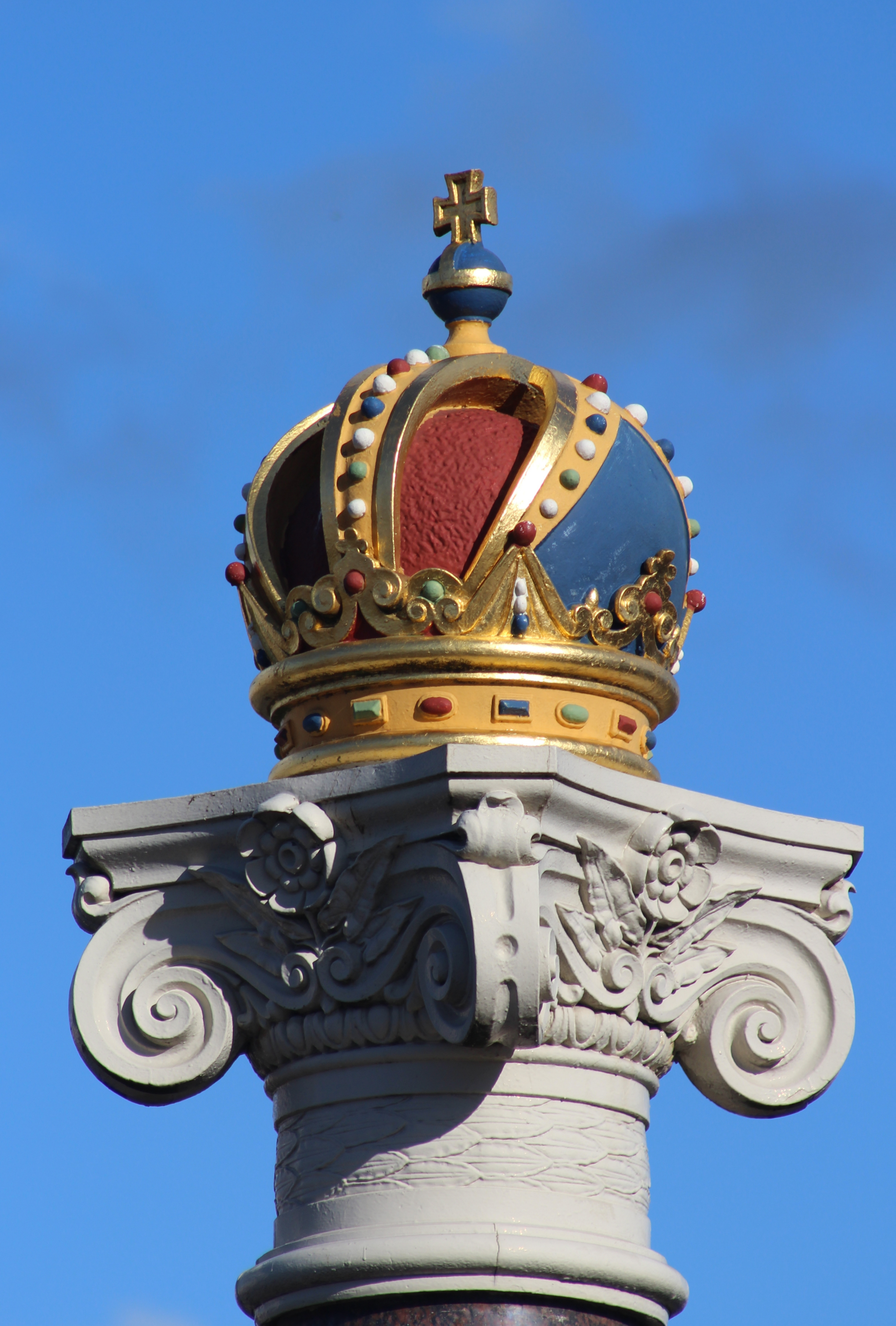
Dreidimensionale österreichische Kaiserkrone, Blauwbrug, Amsterdam
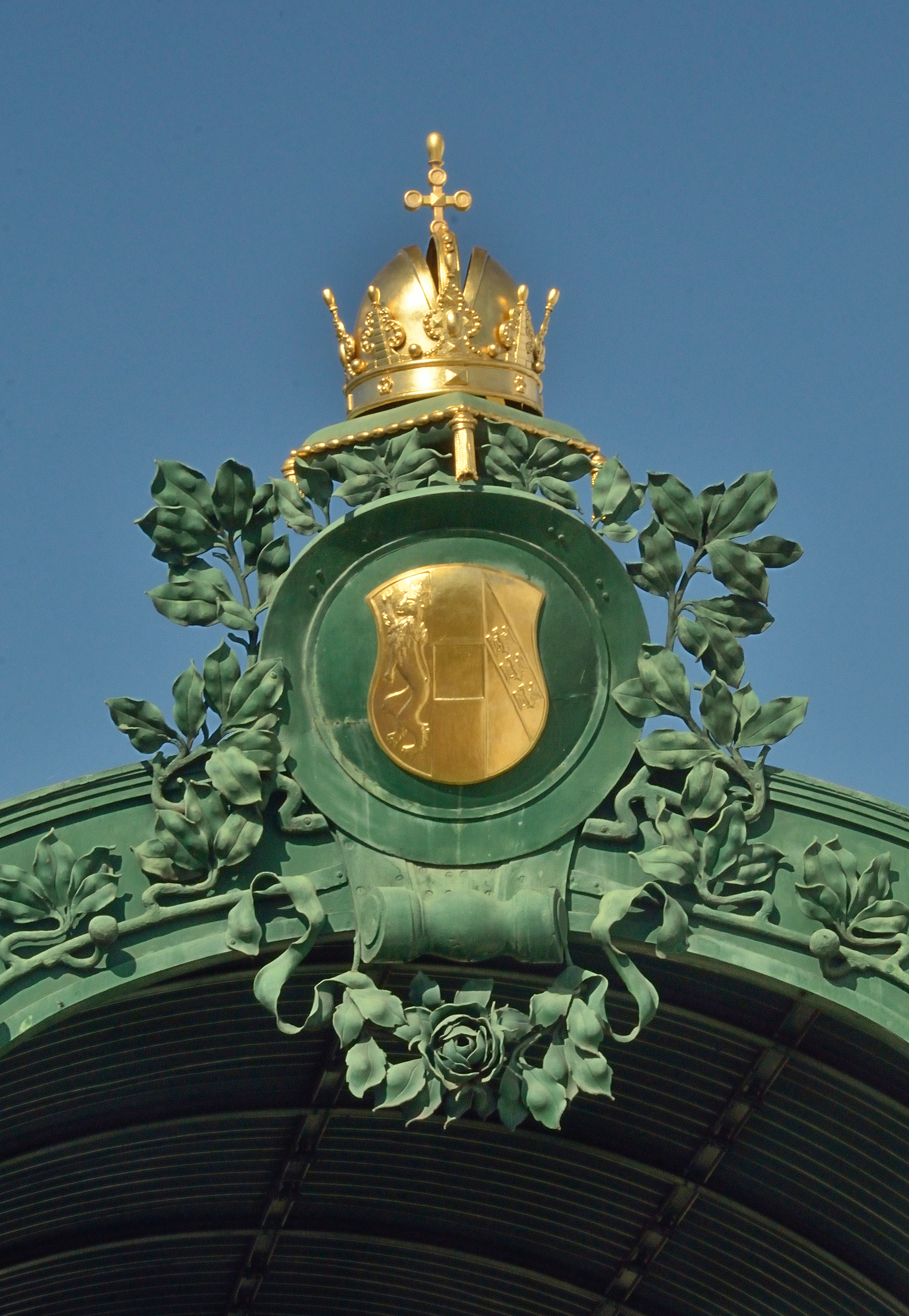
Die Krone als Ehrerbietung gegenüber dem Kaiser auf der Vorfahrt des Hietzinger Hofpavillons in Wien
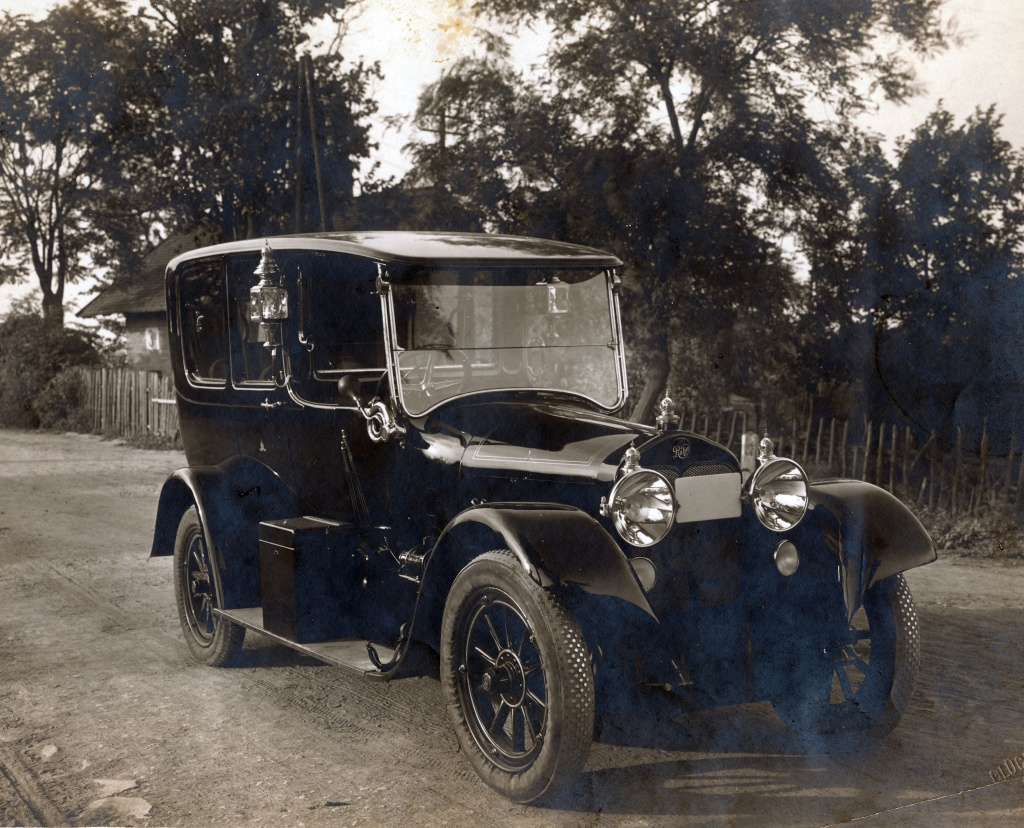
Kaiserlicher Leibwagen von Rába mit der Kaiserkrone auf Laternen und Tür
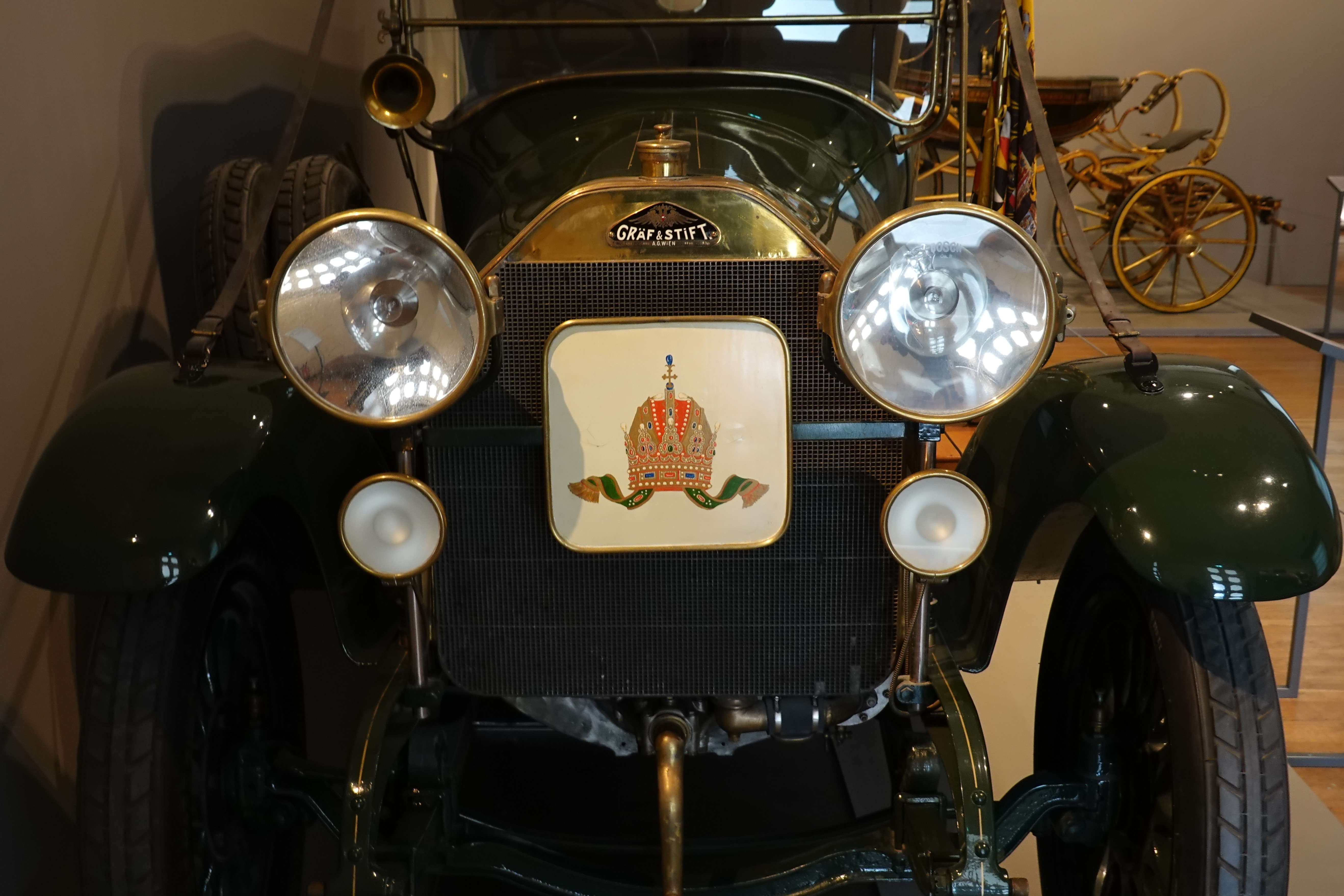
Kaiserliches Automobilkennzeichen